# 富谷インターチェンジ
富谷インターチェンジ（とみやインターチェンジ）は、宮城県富谷市富谷にある仙台北部道路のインターチェンジである。

## 概要
当ICは仙台北部道路専用のインターチェンジで、利府JCTで三陸自動車道に接続する。隣の富谷JCTで東北自動車道と接続しておらず、当ICと東北自動車道への流入および東北自動車道からの流出はできない。東北自動車道の利用には国道4号を南に約3km進んだところにある泉ICを経由することになる。
出口レーンの一般ブースは料金精算機が設置されており、自分で料金を精算する。
なお、将来的には仙台北部道路をさらに西に延伸させる構想もある。
宮城県警察 高速道路交通警察隊 古川分駐隊 富谷警察官詰所が当IC内にある。

## 道路
- E6 仙台北部道路（41番）

## 接続する道路
- 国道4号

## 料金所
- ブース数：4

### 入口
- ブース数：2
  - ETC専用：1
  - 一般：1

### 出口
- ブース数：2
  - ETC専用：1
  - 一般：1

## 周辺
- 富谷市役所
- 富谷市総合運動公園
- 東洋刃物富谷工場
- コストコ富谷店

## 歴史
当初は2012年度（平成24年度）中に開通予定となっていたが、用地買収が長引いたため着工が遅れた。総事業費は31億円。
- 2012年（平成24年）1月 : 着工[2]。
- 2013年（平成25年）
  - 12月14日 : 富谷JCT - 富谷IC間 (1.7km) の完成に伴い、富谷町町制50周年記念イベント「仙台北部道路富谷IC現地見学会 ハイウェイウォーク」を開催[6]。
  - 12月22日 : 13:30からの開通式典に続いて、18:30より供用開始[7]。
- 2016年（平成28年）10月10日 : 富谷町の市制施行に伴い、富谷市内となった（富谷警察官詰所の住所が黒川郡富谷町富谷字治部入40-2から富谷市富谷治部入40-2に変更[4][8]）。

## 隣
E6 仙台北部道路
(39)利府しらかし台IC - （(40)富谷JCT） - (41)富谷IC